# Pioneer Laseractive
Pioneer Laseractive (Laseractive (レーザーアクティブ RēzāAkutibu?)) är en spelkonsol utvecklad av NEC Corporation och Hudson Soft. Konsolen, som också kunde spela laserskiva, släpptes i Japan den 20 augusti 1993 och i Nordamerika den 13 september samma år.
Konsolen hade visats på Winter CES i januari samma år.

### Fotnoter
1. ↑  Scott Alan Marriott. ”Pioneer Laseractive” (på engelska). Allgame. Arkiverad från originalet den 19 oktober 2012. https://web.archive.org/web/20121019073408/http://www.allgame.com/platform.php?id=17669. Läst 18 juni 2014.